# Sula dactylatra

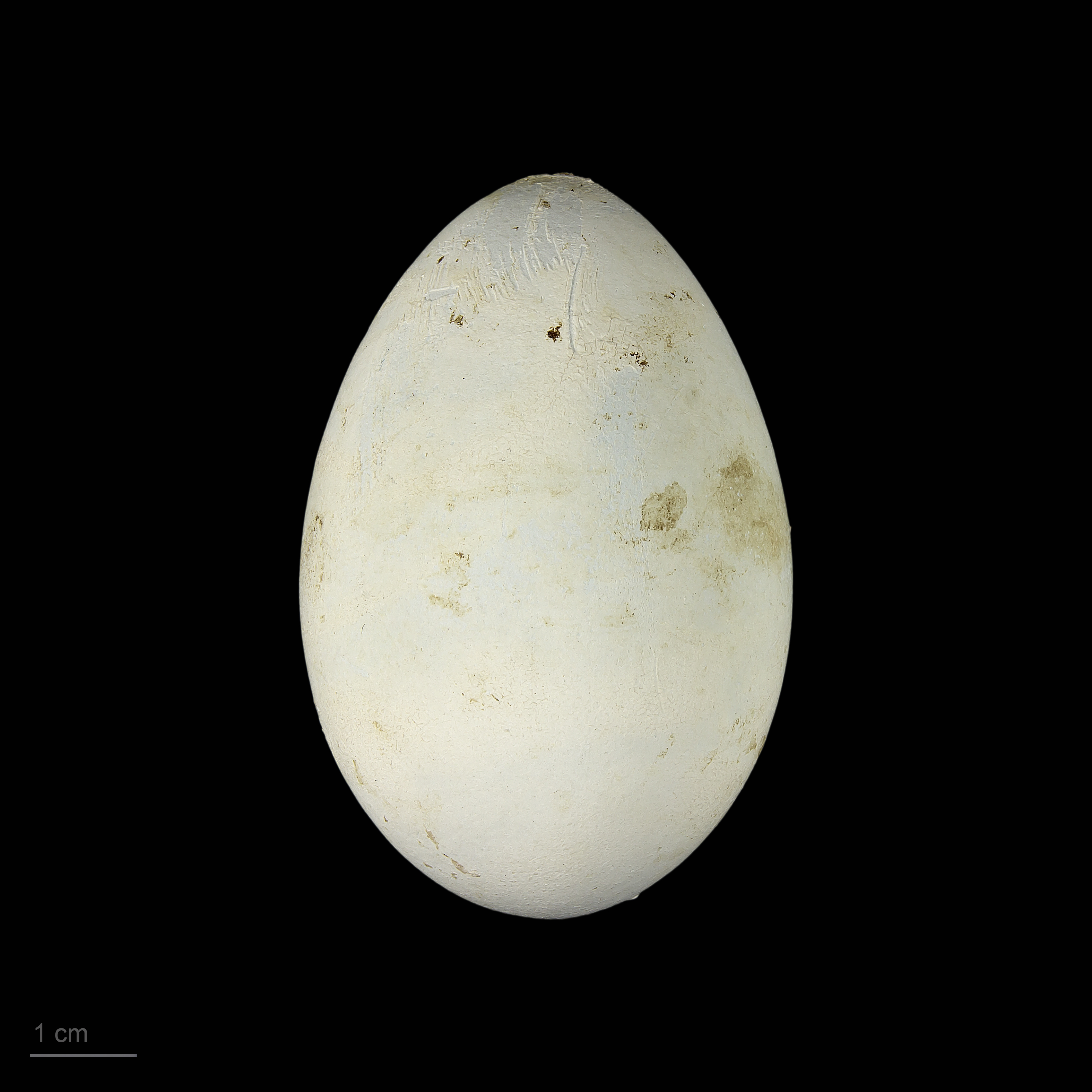
Sula dactylatra - MHNT

El piquero enmascarado (Sula dactylatra), también conocido como piquero blanco o alcatraz enmascarado, es una especie de ave suliforme de la familia Sulidae propia de los océanos cálidos del hemisferio sur.
Tradicionalmente se reconocen cuatro subespecies:
- Sula dactylatra dactylatra
- Sula dactylatra fullagari
- Sula dactylatra melanops
- Sula dactylatra personata